# 趙殿最
趙殿最（？—？），字奏功，號鐵巖，浙江仁和人，清朝政治人物。
趙殿最為康熙四十二年（1703年）癸未科第二甲進士。後由按察使改少詹事，官至工部尚書。趙撰有記述納蘭性德、其妻盧氏（即盧興祖之女）、其妾顏氏，及其長子富格之生平的納蘭家族墓碑《富公神道碑》（全名《皇清誥贈光祿大夫提督直隸總兵官都督同知管轄通省兵丁節制各鎮富公神道碑文》）